# 니콜리나 예배당

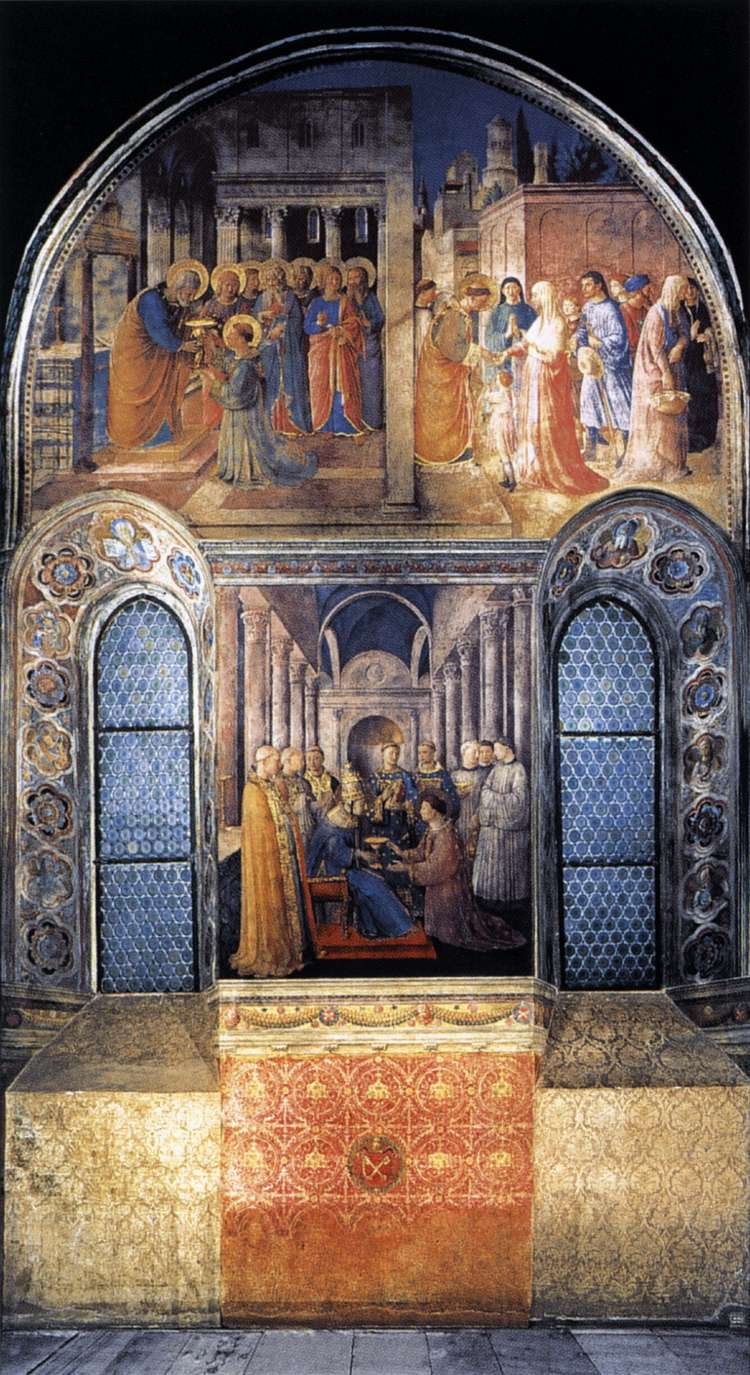

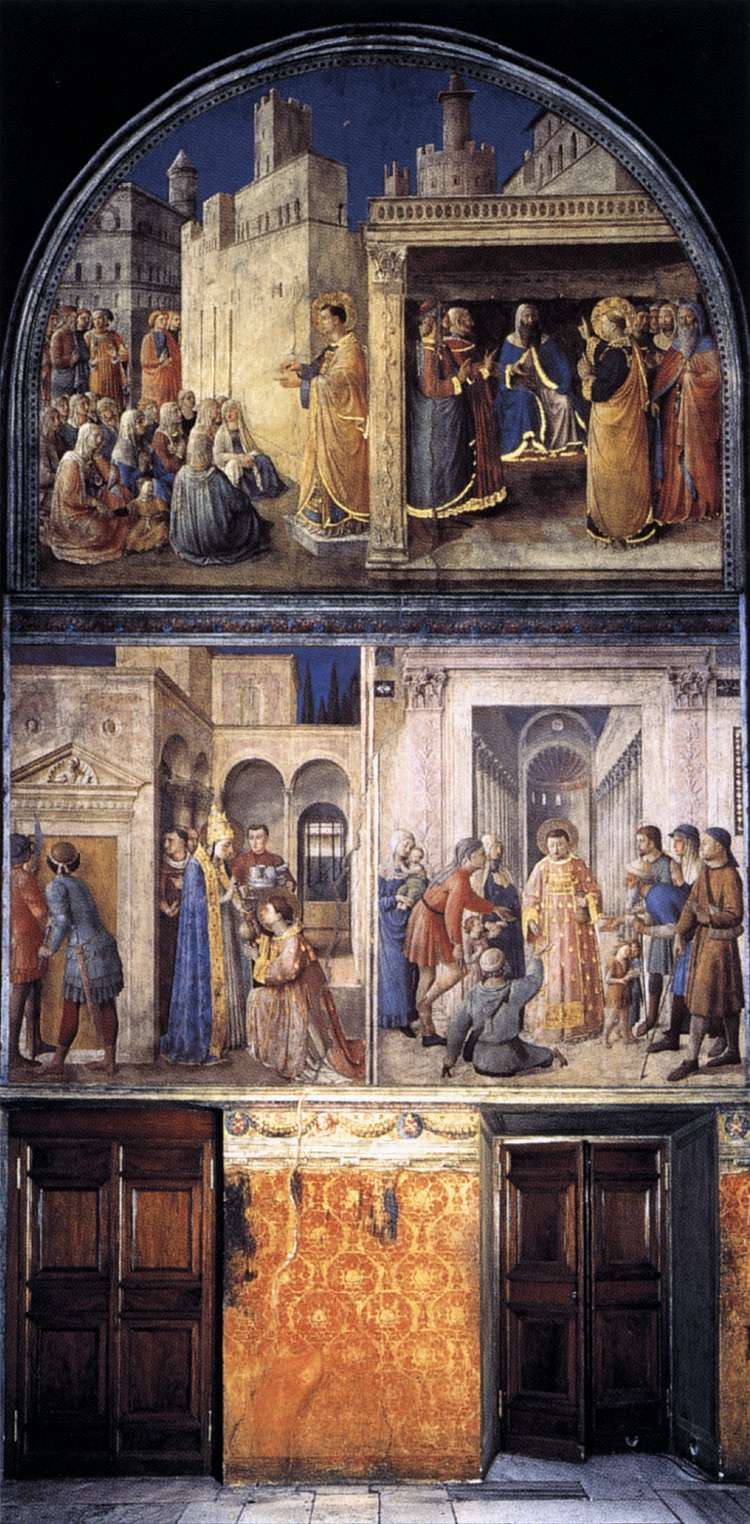

니콜리나 예배당(이탈리아어: Cappella Niccolina)은 바티칸 궁전에 있는 예배당이다. 니콜리나 예배당에는 프라 안젤리코와 그의 조수들이 그린 프레스코화들로 장식되어 있는데, 아마도 실제 작업의 대부분은 조수들이 했을 것이라는 의견도 있다. 니콜리나라는 예배당의 명칭은 예배당을 짓도록 지시한 교황 니콜라오 5세의 이름을 따서 지은 것인데, 그는 자신의 개인 예배당을 갖고자 이 예배당을 지으라고 지시한 것이다.
니콜리나 예배당은 사도 궁전에서 가장 오래된 부분인 인노첸시오 3세 탑 부근에 위치하고 있다. 예배의 벽면에는 프라 안젤리코가 그린 프레스코화들로 장식되어 있는데, 프레스코화들의 주제는 초기 기독교의 순교자 두 명인 성 스테파노와 성 라우렌시오의 일생을 다루고 있다. 예배당의 둥근 천장은 전체적으로 파란색 바탕에 별들이 그려져 있으며, 구석마다 복음사가 네 명의 인물상이 배치되어 있다. 그리고 벽기둥에는 교회박사 여덟 명이 그려져 있다.
제대화는 프라 안젤리코의 그리스도 강하(그리스도의 시신을 십자가에서 내리는 그림)를 배치했지만 나중에 훼손되었다. 그러나 반월창에 있는 그의 다른 작품들은 잘 보존되어 있다.
성 스테파노의 일생을 다룬 작품들은 황금 전설의 기록에 따랐으며, 성 라우렌시오의 일생을 다룬 작품들은 그의 유해가 안치된 산 로렌초 푸오리 레 무라 성당을 그대로 따라 하였다. 성 스테파노는 그리스어를 말할 줄 아는 유다인으로 예루살렘에서 성 베드로에 의해 최초의 부제로 서품 받은 인물이다. 반월창에는 성 스테파노가 사람들에게 구호품을 나누어주는 장면과 부제 서품을 받는 장면이 묘사되어 있다. 그의 기도(성 스테파노의 기도)는 당시 예루살렘 성 안에 살던 유다인들의 분노를 사게 만들었으며, 결국 성문 밖으로 끌려가 돌에 맞아 순교하였다.
성 라우렌시오 역시 부제였으며(성 라우렌시오의 부제 서품식), 교황 식스토 2세로부터 교회의 보물을 위탁받았는데(교회의 보물을 받는 성 라우렌시오), 당시 로마 제국의 황제였던 발레리아누스가 성 라우렌시오를 체포하여 교회의 재산을 내놓으라는 협박을 받았다. 그러나 성 라우렌시오는 황제에게 넘겨주는 대신에 로마의 빈민들에게 나누어 주었다(구호 활동을 하는 성 라우렌시오). 결국 황제의 분노를 산 성 라우렌시오는 순교를 당하게 된다. 프라 안젤리코의 프레스코화는 성 스테파노와 성 라우렌시오 이 두 인물의 삶의 유사성을 강조하고 있다. 두 사람 모두 부제로 서품받았으며, 빈민들을 위하여 구호 활동을 하였고, 신앙을 지키다가 순교하였다. 프레스코화의 주제로 이 두 사람을 선택한 것은 예루살렘 교회와 로마 교회의 연계성을 잘 보여주기도 한다.
화려한 프레스코화들과 건축물은 기독교의 새로운 수도로서 로마를 재건하려는 니콜라오 5세의 웅대한 꿈을 잘 보여주고 있다. 성 스테파노의 순교 장면에 들어간 커다란 벽들은 로마의 벽들을 재건하겠다는 것을 암시하는 것이다. 더불어 예루살렘의 유다인 공동체의 이교는 니콜라오 5세 당시 동서방 기독교의 대분열과 비교될 수 있는데, 프레스코화에 묘사된 교황 식스토 2세의 모델은 니콜라오 5세이다.